# 小磨坊國際
小磨坊國際貿易股份有限公司（英語：Tomax Enterprise Co., Ltd.）為台灣知名調味料製造商，創立於1964年。該公司初名為富國產業社，創辦人為董敏翔、現任董事長兼總經理為董大斌。

## 簡介
「小磨坊國際貿易股份有限公司」，是台灣香辛料之加工製造及行銷貿易，設立於西元1964年。
目前工廠有冷凍研磨技術與設備，主要用於辛香料調味。
曾獲得ISO 22000國際認證與HACCP 國際食品安全管理系統標準。
在食品工業研究所的輔導下，建立自然食材水解及熱反應GMP生產線(申請中)。
小磨坊研發的東西式香辛調味料多達5、600種，服務的族群包括零售通路、外食產業、食品加工等三大通路。小磨坊自成立以來一直深受大眾的喜愛與肯定，以堅持品質、創新研發、以顧客為導向等策略，奠定小磨坊在台灣香料市場佔有率第一名的地位。
小磨坊於2010年領先業界推出風味油系列，以獨家專利的低溫萃取濃縮技術製作，和歐式的浸泡香草的調味橄欖油不同，小磨坊的風味油系列，透過酵素水解濃縮，將香辛料原味保留下來，就連「爆香」這種透過瞬間高溫加熱產生的香氣，也能真實呈現。
小磨坊國際自2008年以來，連續4年受到「康健雜誌」讀者的肯定，健康品牌的形象已深植在重視健康品味的族群。
2017年6月小磨坊進口黑胡椒農藥超標被查獲，黑胡椒遭驗出農藥百克敏超標，25公噸產品全數在邊境遭攔下、退運。

## 外部連結
- 小磨坊國際 （页面存档备份，存于）（官方網站）
- 小磨坊國際的Facebook專頁